# Need for Speed: ProStreet
Need for Speed: ProStreet er et computerspil i Need for Speed-serien fra Electronic Arts, som er lavet i november 2007. Det nye ProStreet er særlig kendt for dets gode grafik i forhold til de andre, hvilket gør det mere realistisk at spille. f.eks. kan man kan man køre det nye fart ræs som gælder om at få den bedste tid. men som ikke gælder om at komme først. ellers kan man få eller købe den helt nye Nissan på forsiden som først vil ud komme i forår 2008.
Spillet er tilladt for børn over 3 år, hvorimod man skal være 12 år i de andre udgaver.
Første dag, hvor det kom ud blev der allerede solgt 2 mio. spil i USA på kun en halv time.